# Ernesto Tesdorpf
Ernesto Tesdorpf, vollständig Carlos Ernesto Tesdorpf, auch Carl Ernst Tesdorpf (* 26. April 1865 in Rio de Janeiro; † 20. Januar 1913 in Lübeck) war ein deutscher Lithograf, Fotograf, Porträtmaler und Kunstverleger. 

## Leben
Ernesto Tesdorpf entstammt der Lübecker Kaufmannsfamilie Tesdorpf. Er war der jüngste überlebende Sohn des nach Rio de Janeiro ausgewanderten Kaufmanns Hermann Matthäus Tesdorpf (1833–1868) und dessen Frau, der Schriftstellerin Louise Tesdorpf, geb. Oppenheimer, einer Tochter von Georg Oppenheimer. Ludwig Tesdorpf und Paul Hermann Tesdorpf waren seine Brüder. Vier weitere Geschwister sind jung gestorben.
Nach dem Suizid des Vaters Anfang 1868 zog die Mutter mit ihm nach Deutschland zurück. Die Familie fand eine neue Heimat in Jena. Ab 1876 besuchte er das Großherzogliche Gymnasium in Jena. 1887 unternahm er mit seiner Mutter eine halbjährige Reise nach Italien. Anschließend studierte er wie zuvor schon sein Bruder Ludwig an der Technischen Hochschule in Karlsruhe, wo er gemeinsam mit seiner Mutter ein Haus bewohnte. Frühe fotografische Aufnahmen Tesdorpfs von Fresken der Schlosskapelle Obergrombach erschienen 1891 in der Zeitschrift für die Geschichte des Oberrheins. Nachdem 1891 ein Feuer das Karlsruher Haus und sämtliche Manuskripte der Mutter zerstört hatte, kehrten beide nach Lübeck zurück, wo sie zunächst in der Beckergrube 3 lebten.
Ernesto Tesdorpf hatte bei Johannes Nöhring gelernt und eröffnete nun seine eigene Lichtdruckanstalt. Diese befand sich zuerst im Schüsselbuden 32, dann in der Fleischhauerstraße 52. Bald erweiterte er das Unternehmen um Steindruck, Porträts und einen Kunstverlag. Seit 1891 war er Mitglied im Verein für Lübeckische Geschichte und Altertumskunde. Die Anfertigung von Faksimiles von Dokumenten zur Lübecker Geschichte war ein Schwerpunkt seines Unternehmens. 1899 verlegte er das Erstlingswerk von Fritz Behn, dessen  Skizzen aus dem Heiligen-Geist Hospital.

## Werke
- Kaiser Friedrich I. Freibrief für Lübeck: vom 19. September 1188; zum Andenken an das 750jährige Bestehen der Stadt eingeleitet und herausgegeben von Dr. P. Hasse. Lichtdruck und Verlag von Ernesto Tesdorpf, Lübeck 1893

Digitalisat des Widmungsexemplars für seine Mutter, 1919 der Bayerischen Staatsbibliothek geschenkt von Paul Hermann Tesdorpf zum Andenken an seinen Bruder
- Fritz Behn: Skizzen aus dem Heiligen-Geist Hospital zu Lübeck. (14 Bildtafeln nach Aquarell- und Öl-Bildern in Liebhaberdruck. 14 Texttafeln in Facsimiledruck.) Ernesto Tesdorpf, Lübeck 1899.